# Hycleus mubukuensis
Hycleus mubukuensis là một loài bọ cánh cứng trong họ Meloidae. Loài này được Gahan miêu tả khoa học năm 1909.